# Johanna Götesson
Johanna Maria Charlotta Götesson, född 3 juli 1985 i Tibro i dåvarande Skaraborgs län, är en svensk konståkare. 
Hon blev svensk mästare 2004. 
Hon har även tagit två guld i junior-SM (2000, 2001) och deltog i VM (2003). 
Hon deltog 2008 i Stjärnor på is på TV4 som partner till Markus Fagervall.
Götesson är idag bosatt i Skövde.